# Miticzky Ida
Karlovszky Gusztávné nemes-ujfalusi miticzei Miticzky Ida (Munkács, 1833. április 16. – Budapest, 1898. augusztus 20.) regény- és novellaírónő. 

## Életútja
Miticzky József uradalmi főügyész és Fogarassy Constantina Mária leánya. Gondos nevelésben részesült a szülői háznál; anyja tanította zongorázni és festeni. Jászay Pál, a történetíró halála előtt több hónapot töltött házuknál, az ő hatására szerette meg a történelmet. Apja 1845-ben elhunyt, ekkor egy távoli rokonához, Balogh Ferenchez, Schönborn gróf jószágigazgatójához költözött, ahol megtanult franciául és megismerkedett a német és angol irodalom remekeivel.
1852. október 11-én férjhez ment Karlovszky Gusztáv ügyvédhez Munkácson, aki 1862-ben Kecskeméten főügyész lett. Itt ismerkedett meg Ferenczy Idával, ő előtte olvasta fel első regényét és megtanította őt a felolvasásra, amikor Erzsébet királyné őt szemelte ki felolvasónőnek. Irodalmi munkásságára nagy befolyással volt sógora, Illucz Oláh János, akinek házánál Pesten ismerkedett meg Kemény Zsigmond báróval, utóbbi buzdította őt első regényének megírására. Podmaniczky Frigyes báró szintén bátorította beszélyeinek kiadására, aki aztán tanítója lett, évekig folytatott levelezésük útján. Miután férjét kinevezték királyi táblai bírónak, Budapestre költöztek. Megfordult Bajorországban, Svájcban és Olaszországban. 1868-ban ismerkedett meg Veres Pálné Beniczky Herminnel és tevékeny részt vett az országos nőképző egyesület megalakításában és tárcákat írt ezen eszme létesítésére a hazai és külföldi lapokba. 1878-ban férje elhunyt, ekkor minden gondját fiainak nevelésére fordította.
Fiai: Karlovszky Endre, országos allevéltárnok, Karlovszky Bertalan festőművész, Munkácsy Mihály tanítványa Párizsban, és Karlovszky Géza gyógyszerész és szerkesztő. 
Első irodalmi kísérlete Goethe Mignonjának fordítása (Hölgyfutár 1862. 60. sz. 1864.); a Fővárosi Lapokban (1868. Nők világa c. cikksorozat, divattudósítások, rajzok, különösen a nőképzésről; kilenc beszélyt is írt a lapba); a Vadász- és Versenylapban (1871. Egy vadász-színjáték a Verhovinában, Hölgyverseny a Rákoson, Többféle versenyekről, 1872. Jégverseny), beszélyeket írt még a Magyarország és a Nagyvilágba (Néhány lap egy munkácsi hölgy naplójából, Heiden után közölt néhány természettani cikk sat.) ; írt a Magyar Bazárba; természetrajzi és vegyes cikkeket az Életképekbe (1877), a Magyar Salonba 1886. (Az öltözködés költészetéről); a Képes Családi Lapokba (1888—99. beszélyek, rajzok); a Budapesti Hírlapba, az Ország-Világba, a Pesti Naplóba és a Pester Lloydba. Az Ischlben megjelent Cursalon c. lapnak évekig állandó munkatársa volt (írt a lapba beszélyt, rajzot és ismeretterjesztő cikket) és a lipcsei Neue Bahnen c. lapnak (a nőképzés ügyéről írt cikkeivel).

## Önálló művei
- Egy munkácsi rab története. Regényes korrajz. Pest, 1868–69. Két kötet.
- Regék a drágakövekről. Budapest, 1889.